# 薩爾季科瓦季維齊亞
51°23′42″N 31°48′9″E / 51.39500°N 31.80250°E
薩爾季科瓦季維齊亞（烏克蘭語：Салтикова Дівиця）是位於烏克蘭北部切爾尼希夫州裏切爾尼希夫區的村莊，始建於1625年，面積2.8平方公里，海拔高度114米，2001年人口1,460，人口密度每平方公里521.1人。